# Friedrich Wilhelm Gottlieb Theophil Rostkovius
Friedrich Wilhelm Gottlieb Theophil Rostkov (o Rostkovius) (* 1770 - 1848) fue un médico, micólogo y botánico alemán.
Ejerció su profesión médica en Szczecin (Polonia; entonces Stettin, Prusia).

## Algunas publicaciones
- 1801. Dissertatio botánica inauguralis de Junco. Halle
- 1824. Flora sedinensis. Stettin

- La abreviatura «Rostk.» se emplea para indicar a Friedrich Wilhelm Gottlieb Theophil Rostkovius como autoridad en la descripción y clasificación científica de los vegetales.[2]